# Dom Macedo Costa
Dom Macedo Costa is een gemeente in de Braziliaanse deelstaat Bahia. De gemeente telt 3.951 inwoners (schatting 2009).